# ジョルディ・ジェネ

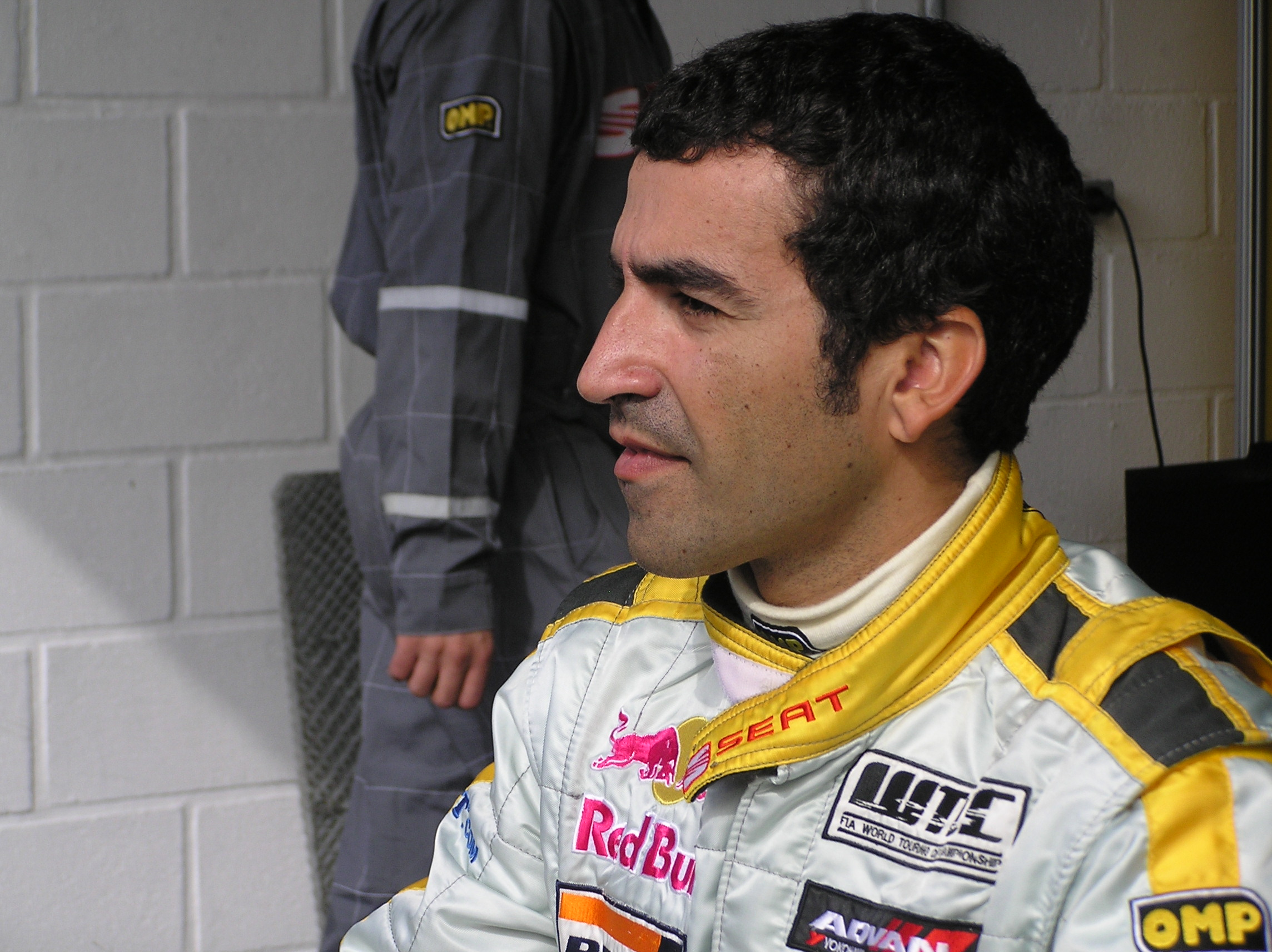
2006年、クリチバ。同地の第1レースで2006年唯一の勝利を挙げた

ジョルディ・ジェネ（Jordi Gené Guerrero 、1970年12月5日 - ）は、スペイン・カタルーニャ州サバデル出身のカーレースドライバーである。
現在、世界ツーリングカー選手権（WTCC）にセアトチーム（セアト・スポーツ・スペイン）から参戦している。
名前は日本ではスペイン語の発音から「ホルディ・ヘネ」と呼ばれる場合も多い。F1ドライバー、マルク・ジェネの実兄である。

## 初期の経歴
1986年にスペインカート選手権を制し、四輪レースにステップアップ。すぐさま頭角を現し、1987年にはスペイン国内のワンメイクレースであるフィアット・ウーノ選手権、翌1988年にはフォーミュラ・フォードのスペイン国内選手権を制した。
1989年にはイギリスに移り、フォーミュラ・フォードのイギリス選手権を戦い、同年のフォーミュラ・フォード・フェスティバルでは4位を獲得した。翌年はイギリスF3へとステップアップし、2年目の1991年はラルト・ホンダを駆ってランキング4位で終えた（同年の選手権ではチームメイトのルーベンス・バリチェロがタイトルを獲得した）。この年は初開催となるマルボロ・マスターズ、年末にはマカオグランプリ、インターナショナルF3リーグなどの国際レースにも出場し、富士スピードウェイで行われたインターF3リーグではデビッド・クルサードを破って優勝した。

## 国際F3000
マールボロの支援によりパシフィック・レーシングのシートを得て、1992年は国際F3000に参戦した。レイナード・無限を駆って、シルバーストンで開催された開幕戦をデビュー戦優勝で飾り、シーズン自体もランキング5位で終えた。
翌年は、エイドリアン・カンポスにより構想されたスペインのF1チーム発足計画、「ブラヴォF1」に関わった。この計画は数台のシャシーを製造する程度には進展したものの、結果的に実ることはなく、ジェネは1993年にはF3000へと復帰することとなった。
所属したトム・ウォーキンショー・レーシングジュニアチームの戦闘力ははかばかしくなく、わずかなポイントを獲得するに留まったが、ここでチームオーナーであるトム・ウォーキンショーと知己を得たことにより、1993年12月にF1ベネトンチームのテストに招かれB193をテストドライブ。初めてF1マシンに乗る機会を掴んだ。ここでのタイムが同じマシンをテストしたミケーレ・アルボレートと同等だったため、ジェネの元には新チームのシムテックがすぐに交渉を持ち掛けたほかいくつかのF1チームと契約交渉をした。この結果ジェネは下位チームからのF1参戦ではなく、トップチームであるベネトンからのテスト・リザーブドライバー契約を重視し、ベネトンのテストドライバーとして契約し参戦チャンスを待つ選択をした。そのかたわら、1994年の国際F3000にフル参戦を継続した。

## ツーリングカー
F1のシートを得ることができなかったジェネは、1995年にスペイン・ツーリングカー選手権への参戦を開始した。
初年度の1995年はオペルワークスチームのドライバーとしてオペル・ベクトラを駆り、ランキング2位を得、翌年はアウディに籍を移し5勝を挙げ選手権タイトルを獲得した。
同選手権には1997年まで参戦したが、1998年にマヌエル・サントス・マルコスの招きに応じて、「レーシングカー」ではなく「レーシングトラック」（厳密にはトレーラーのトラクタ/ヘッド）による選手権であるヨーロッパ・トラックレーシングカップへと参戦の舞台を移すという、珍しい選択をした。2年間に渡って参戦したものの、さしたる結果を挙げることもなく、2000年には「レーシングカー」によるレースへと戻ることとなり、結果的に無為に時を過ごすこととなった。
2000年は、ル・マン24時間レース（レイナード・VWを駆ってプロトタイプカー部門に参戦）、スペイン国内のGT選手権に参戦、2001年にはヨーロッパ国内の各種の耐久レースに参戦し、ルマン24時間レースでは、前年と同じくレイナード・VWを駆ってクラス優勝を果たし、総合順位でも5位という記録を残した。
2001年末に開催されたバルセロナ・24時間レースでツーリングカーに復帰し、この時はフォルクスワーゲン・ゴルフを駆った。
これらの結果により、イタリア人の元ツーリングカードライバーで、当時はヨーロッパツーリングカー選手権（ETCC）でBMWチーム・イタリア/スペインを率いていたロベルト・ラヴァーリアの目に留まり、2002年はETCCに参戦しBMW 320iを駆ってランキング8位を獲得した。
BMWはアルファロメオと共に、当時の同選手権に君臨する存在であったが、ジェネは2年目となる2003年はセアトに移籍した。移籍初年度は案の定低迷してランキングも17位に終わったが、翌2004年はチーム、ドライバーともに奮起し、2回の表彰台を獲得し、年間ランキングも再び8位とした。この年はスペインのGT選手権においてもセアトチームに所属し、ETCCと同じくセアト・トレドを駆って、ギネス・ヴィヴァンコスとのコンビで年間チャンピオンに輝いた。
ETCC最後の年となった2004年はこの年に投入されたセアト・トレド・クプラが競争力を欠いたこともあって再び低迷を味わうが、2005年、同選手権から改組された世界ツーリングカー選手権（WTCC）のヨーロッパ最終ラウンド、スペイン・バレンシアの第1レースで念願の初優勝を手にした。
2006年も同チームから参戦し、この年に投入された新車セアト・レオンを駆ってシーズン中盤に1勝を挙げた。
2007年は1勝を挙げランキング10位、翌2008年も1勝しランキング8位となるが、2009年は未勝利に終わる。しかし4度の表彰台を獲得し前年同様ランキング8位となる。
2010年は開幕戦のレース2で2位表彰台を獲得。しかしシーズン終了を待たずしてチームを離脱しこの年限りでWTCCを離れた。
1年のブランクを経て2012年はSTCC（スカンジナビアツーリングカー選手権）に参戦。2位と3位を一度ずつ獲得し、残りのレースでも全戦でポイントを獲得したがランキング7位に終わる。
2015年にはTCRインターナショナルシリーズに参戦。3勝を挙げ年間ランキング3位となる。翌年イモラ戦のみ出場しレース1、レース2ともに6位となる。
その後はレース活動を休止しクプラの新型車両の開発に携わるなど裏方に徹していたが、2021年は2018年からWTCCに代わり新設されたWTCR（世界ツーリングカーカップ）にハンガリーのゼングー・モータースポーツからクプラ・レオン・コンペティションTCRでの参戦が決まった。フル参戦はTCRインターナショナル以来5年振り、世界選手権としては2010年のWTCC時代以来11年振りとなる。この年は若手のチームメイトベンス・ボルディスと共にセカンドチームのゼングー・モータースポーツ・ドライバーアカデミーからの出場となる。しかしブランクの影響がかなり響きポイントを獲得したのは5レースのみで最高位は最終戦ロシアのレース2での12位だった。一度もトップ10圏内でフィニッシュできず、ランキングではファーストチームから参戦のチームメイトロバート・ハフに続く19位となるが獲得ポイントは10ポイントのみに終わった。

## レース戦績

### イギリス・フォーミュラ3選手権
| 年     | チーム                     | エンジン | クラス | 1     | 2     | 3     | 4       | 5       | 6     | 7     | 8     | 9     | 10    | 11    | 12    | 13    | 14    | 15    | 16    | 順位 | ポイント |
| ------ | -------------------------- | -------- | ------ | ----- | ----- | ----- | ------- | ------- | ----- | ----- | ----- | ----- | ----- | ----- | ----- | ----- | ----- | ----- | ----- | ---- | -------- |
| 1991年 | ウエストサリー・レーシング | 無限     | A      | SIL 7 | THR 2 | DON 4 | BRH Ret | BRH Ret | THR 6 | SIL 5 | DON 6 | SIL 2 | SIL 2 | SNE 3 | SIL 6 | BRH 6 | DON 2 | SIL 2 | THR 3 | 4位  | 50       |

### マカオグランプリ
| 年     | チーム                             | シャーシー/エンジン         | 予選 | レース1 | レース2 | 総合順位 |
| ------ | ---------------------------------- | --------------------------- | ---- | ------- | ------- | -------- |
| 1991年 | カシオ・ウェストサリー・レーシング | ラルト・RT35 無限・MF204    | 3    | 2       | 1       | 2位      |
| 1992年 | カシオ・ウェストサリー・レーシング | レイナード・923 無限・MF204 | 7    | DNF     | DNF     | NC       |

### 国際F3000選手権
| 年     | チーム                             | シャーシ        | エンジン   | 1     | 2       | 3     | 4       | 5     | 6      | 7      | 8       | 9       | 10     | 順位 | ポイント |
| ------ | ---------------------------------- | --------------- | ---------- | ----- | ------- | ----- | ------- | ----- | ------ | ------ | ------- | ------- | ------ | ---- | -------- |
| 1992年 | パシフィック・レーシング           | レイナード・92D | 無限       | SIL 1 | PAU Ret | CAT 3 | PER Ret | HOC 5 | NÜR 8  | SPA 2  | ALB Ret | NOG 8   | MAG 10 | 5位  | 21       |
| 1993年 | トム・ウォーキンショー・レーシング | レイナード・93D | コスワース | DON   | SIL     | PAU   | PER Ret | HOC 8 | NÜR 10 | SPA 12 | MAG Ret | NOG Ret |        | NC   | 0        |
| 1994年 | ノルディック・レーシング           | ローラ・T94/50  | コスワース | SIL 9 | PAU 9   | CAT 4 | PER     | HOC   | SPA    | EST    | MAG     |         |        | 12位 | 3        |

### スペインツーリングカー選手権
| 年     | チーム                 | 使用車両         | 1       | 2       | 3        | 4       | 5       | 6       | 7       | 8       | 9       | 10      | 11      | 12      | 13      | 14        | 15      | 16      | 17      | 18    | 19        | 20      | 順位 | ポイント |
| ------ | ---------------------- | ---------------- | ------- | ------- | -------- | ------- | ------- | ------- | ------- | ------- | ------- | ------- | ------- | ------- | ------- | --------- | ------- | ------- | ------- | ----- | --------- | ------- | ---- | -------- |
| 1995年 | オペル・チームスペイン | オペル・ベクトラ | JER 1 2 | JER 2 6 | JAR 1 12 | JAR 2 7 | BAR 1 3 | BAR 2   | EST 1 3 | EST 2 3 | ALB 1 2 | ALB 2 1 | CAL 1 3 | CAL 2 3 | ALB 1 2 | ALB 2 3   | JER 1 6 | JER 2 5 | BAR 1 2 | BAR 2 | JAR 1 Ret | JAR 2 8 | 2位  | 210      |
| 1996年 | アウディ・スペイン     | アウディ・A4     | JAR 1   | JAR 2   | ALB 1    | ALB 2 1 | BAR 1   | BAR 2 4 | EST 1   | EST 2 4 | CAL 1 2 | CAL 2   | JER 1 6 | JER 2 5 | JAR 1 2 | JAR 2 Ret | BAR 1 4 | BAR 2   |         |       |           |         | 1位  | 213      |

### 世界ツーリングカー選手権
| 年     | チーム           | 使用車両                | 1        | 2        | 3        | 4        | 5        | 6         | 7         | 8         | 9         | 10        | 11        | 12        | 13        | 14        | 15        | 16        | 17       | 18        | 19       | 20        | 21       | 22        | 23      | 24        | 順位 | ポイント |
| ------ | ---------------- | ----------------------- | -------- | -------- | -------- | -------- | -------- | --------- | --------- | --------- | --------- | --------- | --------- | --------- | --------- | --------- | --------- | --------- | -------- | --------- | -------- | --------- | -------- | --------- | ------- | --------- | ---- | -------- |
| 2005年 | セアト・スポーツ | セアト・トレド キュプラ | ITA 1 9  | ITA 2 6  | FRA 1 7  | FRA 2 6  | GBR 1 11 | GBR 2 5   | SMR 1 Ret | SMR 2 13  | MEX 1 Ret | MEX 2 19† | BEL 1 12  | BEL 2 Ret |           |           |           |           |          |           |          |           |          |           |         |           | 11位 | 33       |
| 2005年 | セアト・スポーツ | セアト・レオン          |          |          |          |          |          |           |           |           |           |           |           |           | GER 1 7   | GER 2 4   | TUR 1 17  | TUR 2 Ret | ESP 1    | ESP 2 14  | MAC 1 18 | MAC 2 5   |          |           |         |           | 11位 | 33       |
| 2006年 | セアト・スポーツ | セアト・レオン          | ITA 1 12 | ITA 2 5  | FRA 1 5  | FRA 2 3  | GBR 1 18 | GBR 2 10  | GER 1 16  | GER 2 14  | BRA 1     | BRA 2 14  | MEX 1 11  | MEX 2 9   | CZE 1 4   | CZE 2 6   | TUR 1 Ret | TUR 2 5   | ESP 1 16 | ESP 2 Ret | MAC 1 12 | MAC 2 Ret |          |           |         |           | 10位 | 36       |
| 2007年 | セアト・スポーツ | セアト・レオン          | BRA 1 9  | BRA 2 12 | NED 1 9  | NED 2 10 | ESP 1 4  | ESP 2 6   | FRA 1 8   | FRA 2 5   | CZE 1 15  | CZE 2 8   | POR 1 14  | POR 2 21† |           |           |           |           |          |           |          |           |          |           |         |           | 10位 | 55       |
| 2007年 | セアト・スポーツ | セアト・レオン TDI      |          |          |          |          |          |           |           |           |           |           |           |           | SWE 1 18  | SWE 2 24  | GER 1 6   | GER 2 3   | GBR 1 5  | GBR 2 6   | ITA 1 2  | ITA 2 1   | MAC 1 4  | MAC 2 22† |         |           | 10位 | 55       |
| 2008年 | セアト・スポーツ | セアト・レオン TDI      | BRA 1 11 | BRA 2 8  | MEX 1    | MEX 2 5  | ESP 1 3  | ESP 2 6   | FRA 1 3   | FRA 2 19  | CZE 1 13  | CZE 2 14  | POR 1 5   | POR 2 9   | GBR 1 9   | GBR 2 Ret | GER 1 5   | GER 2 4   | EUR 1 17 | EUR 2 17  | ITA 1 7  | ITA 2     | JPN 1 11 | JPN 2 10  | MAC 1 6 | MAC 2 Ret | 8位  | 56       |
| 2009年 | セアト・スポーツ | セアト・レオン TDI      | BRA 1 2  | BRA 2 3  | MEX 1 7  | MEX 2 7  | MAR 1 3  | MAR 2 Ret | FRA 1 16  | FRA 2 12  | ESP 1 Ret | ESP 2 11  | CZE 1 Ret | CZE 2 11  | POR 1 6   | POR 2 4   | GBR 1 13  | GBR 2 16  | GER 1 NC | GER 2 Ret | ITA 1 NC | ITA 2 5   | JPN 1 6  | JPN 2 9   | MAC 1 3 | MAC 2 6   | 8位  | 48       |
| 2010年 | SR-スポーツ      | セアト・レオン TDI      | BRA 1 7  | BRA 2    | MAR 1 13 | MAR 2 8  | ITA 1 16 | ITA 2 6   | BEL 1 DSQ | BEL 2 Ret | POR 1 Ret | POR 2 18† | GBR 1 10  | GBR 2 10  | CZE 1 Ret | CZE 2 13  | GER 1 12  | GER 2 10  | ESP 1 4  | ESP 2 5   | JPN 1    | JPN 2     | MAC 1    | MAC 2     |         |           | 12位 | 61       |

- 太字はポールポジション、斜字はファステストラップ (key)。
- † 印はリタイアだが、90%以上の距離を走行したため規定により完走扱い。

### ル・マン24時間レース
| 年     | チーム                               | コ・ドライバー                                    | 使用車両              | クラス | 周回 | 総合順位 | クラス順位 |
| ------ | ------------------------------------ | ------------------------------------------------- | --------------------- | ------ | ---- | -------- | ---------- |
| 2000年 | レーシング オーガニゼーション コルセ | ジャン＝クリストフ・ブイヨン ジェローム・ポリカン | レイナード・2KQ-LM-VW | LMP675 | 72   | DNF      | DNF        |
| 2001年 | ROC オート                           | ジャン＝デニス・デレトラズ パスカル・ファブル     | レイナード・2KQ-LM-VW | LMP675 | 284  | 5位      | 1位        |
| 2002年 | ROC オート                           | マーク・スミスソン ピーター・オーウェン           | レイナード・2KQ-LM-VW | LMP675 | 126  | DNF      | DNF        |